# Cabusao
Cabusao es un municipio filipino de quinta clase, perteneciente a la provincia de Camarines Sur, en la región de Bicolandia.

## Organización territorial
Se divide en nueve barangayes, a saber:
- Barcelonita
- Biong
- Camagong
- Castillo
- New Poblacion
- Pandan
- San Pedro
- Santa Cruz
- Santa Lutgarda

## Demografía
Según el censo de 2020, tenía empadronados 19 257 habitantes.